# Faculté de médecine
Vous pouvez aider à l'améliorer ou bien discuter des problèmes sur sa page de discussion.
- Son contenu est évasif ou trop peu précis. Améliorez sa qualité à l'aide des conseils sur les sources. (Marqué depuis juin 2024)
- Il contient une ou plusieurs listes. Le texte gagnerait à être rédigé sous la forme d’un ou plusieurs paragraphes synthétiques, afin d’être plus agréable à lire. (Marqué depuis juin 2024)
- Son texte doit être wikifié : il ne correspond pas à la mise en forme Wikipédia (style, typographie, liens internes, liens entre les wikis, etc.). (Marqué depuis juin 2024)

- Archive Wikiwix
- Bing
- Cairn
- DuckDuckGo
- E. Universalis
- Gallica
- Google
- G. Books
- G. News
- G. Scholar
- Persée
- Qwant
- (zh) Baidu
- (ru) Yandex
- (wd) trouver des œuvres sur Wikidata

La faculté de médecine est une institution d'enseignement supérieur destinée à la formation des futurs médecins et professionnels de santé. Elle fait généralement partie d'une université et dispense un enseignement théorique et pratique dans les différentes disciplines médicales. Les études de médecine y sont organisées en plusieurs cycles, allant de la formation initiale jusqu'à la spécialisation, et combinent cours magistraux, travaux pratiques, stages hospitaliers et initiation à la recherche. La faculté de médecine joue un rôle crucial dans le développement des connaissances médicales, la formation des praticiens et l'avancement de la recherche biomédicale.
Il est important de distinguer la faculté de médecine d'un Centre hospitalier universitaire (CHU). Alors que la faculté se concentre sur l'enseignement et la recherche, le CHU est un établissement de santé qui associe activités de soins, d'enseignement et de recherche. Les deux entités collaborent étroitement : la faculté fournit l'enseignement théorique, tandis que le CHU offre le terrain de formation pratique aux étudiants.
L'organisation des facultés de médecine varie selon les pays. Aux États-Unis, par exemple, les medical schools sont des établissements post-gradués accessibles après un premier cycle universitaire. En France, les études de médecine débutent directement après le baccalauréat. Au Royaume-Uni, certaines universités proposent des programmes de médecine intégrés dès la première année, tandis que d'autres exigent un diplôme préalable.

## Afrique

### Tunisie
Voir : Études de médecine-Tunisie
- Faculté de médecine Ibn El Jazzar de l'Université de Sousse
- Faculté de médecine de Tunis
- Faculté de médecine de Sfax
- Faculté de médecine de Monastir
- Faculté de médecine dentaire de Monastir [1]

## Amérique du Nord
Aux États-Unis et au Canada, l'entrée dans une faculté de médecine (medical school) se fait après l'obtention d'un diplôme de premier cycle, sauf au Québec.

### Québec
- Faculté de médecine de l'Université Laval
- Faculté de médecine de l'Université McGill
- Faculté de médecine de l'Université de Montréal
- Faculté de médecine de l'Université de Sherbrooke

## Europe

### France
En France, la faculté de médecine était jusqu'à la loi Faure (1968) une des quatre facultés à côté de celles de droit, de lettres et de sciences.
Supprimées avec toutes les universités par Révolution française, elles avaient été restaurées par Napoléon sous le nom d'écoles de médecine.
Sous l'Ancien Régime, les écoles de médecines étaient une des quatre facultés de l'Université, avec la faculté des arts (correspondant à l'enseignement secondaire), la faculté de théologie (correspondant aux facultés de lettres, puis des sciences) et la faculté de droit.

### Serbie
- Faculté de médecine de l'université de Belgrade

### Suisse
Les études de médecine sont assurées par cinq universités suisses (ou six, si l'on compte l'Université de Fribourg) :
- Faculté de médecine de l'Université de Bâle
- Faculté de médecine de l'Université de Berne (voir aussi Hôpital de l'Île)
- Département de médecine de l'Université de Fribourg (seulement pour les trois premières des six années des études de médecine)
- Faculté de médecine de l'Université de Genève (voir aussi Hôpitaux universitaires de Genève)
- Faculté de biologie et de médecine de l'Université de Lausanne (voir aussi Centre hospitalier universitaire vaudois)
- Faculté de médecine de l'Université de Zurich (voir aussi Hôpital universitaire de Zurich)